# Eupograpta anhat
Eupograpta anhat là một loài nhện trong họ Miturgidae.
Loài này thuộc chi Eupograpta. Eupograpta anhat được miêu tả năm 2009 bởi Raven.